# Надім Шакер
Надім Шакер Салім (араб. ناظم شاكر سالم; нар. 18 грудня 1958, Багдад, Ірак — 11 вересня 2020) — іракський футболіст та тренер, виступав на позиції захисника.

## Клубна кар'єра
Надім Шакер був одним з найталановитіших захисників в історії іракського футболу. Футбольну кар'єру розпочав 1976 року в клубі «Аль-Оммал». А вже наступного року перейшов до «Ат-Таярану». Виступав в команді протягом 11 років. Завершив кар'єру футболіста в 1988 році.

## Кар'єра в збірній
Вперше футболку національної збірної Іраку одягнув 1976 року. У 1986 році був викликаний тренером Еварісто де Маседо для участі в Чемпіонаті світу 1986 року, де команда Іраку вилетіла за підсумками групового етапу. Загалом у футболці національної збірної зіграв 8 матчів.

## Кар'єра тренера
Як тренер працював у таких клубах: «Аль-Салам», «Ас-Сінаа», «Аль-Кармал», «Аль-Карх», «Дахук», «Ан-Нафт», «Періс», «Аль-Кува», «Ербіль», «Рас-ель-Хайма» й «Арарат» (Тегеран). Працював також з олімпійською збірною Іраку, працював асистентом головного тренера та виконувачем обов'язки головного тренера збірної Іраку.

### Статистика тренера
| Команда   | Нац.    | З               | По             | Досягнення | Досягнення | Досягнення | Досягнення | Досягнення |
| Команда   | Нац.    | З               | По             | Іг         | В          | Н          | П          | % Перемог  |
| --------- | ------- | --------------- | -------------- | ---------- | ---------- | ---------- | ---------- | ---------- |
| Ірак      | Ірак    | липень 2009     | серпень 2010   | 4          | 4          | 0          | 0          | 100,000    |
| Ірак U-23 | Ірак    | червень 2011    | червень 2011   | 2          | 2          | 0          | 0          | 100,000    |
| Аш-Шорта  | Ірак    | 29 березня 2017 | 10 серпня 2017 | 13         | 9          | 3          | 1          | 69,23      |
| Наджаф    | Ірак    | 3 вересня 2017  | 18 січня 2018  | 9          | 3          | 5          | 1          | 33,33      |
| Аль-Мінаа | Ірак    | 26 січня 2018   | теп. час       | 15         | 6          | 6          | 3          | 40,00      |
| Загалом   | Загалом | Загалом         | Загалом        | 43         | 24         | 14         | 5          | 55,81      |

## Досягнення

### Як гравця
«Ат-Таяран»
- Кубок Іраку
  -  Володар (1): 1977/78

Ірак
- Переможець Кубка націй Перської затоки: 1979, 1984

### Як тренера
«Аль-Кува»
- Кубок Іраку
  -  Фіналіст (1): 1999/00

«Ербіль»
- Прем'єр-ліга (Ірак)
  -  Чемпіон (1): 2006/07